# Ich lieb dich für immer
Ich lieb dich für immer (englischer Originaltitel Love You Forever) ist ein Bilderbuch des kanadischen Autors Robert Munsch, das 1986 mit Illustrationen von Sheila McGraw beim Verlag Firefly Books veröffentlicht wurde. Die deutsche Erstausgabe erschien 2000 beim Lappan Verlag.

## Inhalt
Eine Mutter wiegt ein Baby auf ihrem Schoß und singt den kleinen Buben mit folgenden Worten in den Schlaf: ‚Ich lieb dich für immer, meine Liebe ist dein; solang wie ich lebe, wirst du mein Kind sein.‘ Der Sohn wird älter und obwohl es die Mutter nicht immer leicht mit ihm hat, geht sie doch in der Nacht immer wieder zu seinem Bett, nimmt ihn auf ihren Schoß und singt dieselben Zeilen immer und immer wieder. Sogar als der Sohn erwachsen und bereits ausgezogen ist, stiehlt sie sich heimlich in sein Haus und singt ihr Lied. Als sie selbst alt und gebrechlich geworden ist, ist sie schließlich zu schwach dafür. Der Sohn besucht sie, nimmt sie auf einem Schaukelstuhl in seine Arme und singt mit leicht abgewandeltem Text für sie. Am selben Tag bei sich zu Hause nimmt er seine erst kürzlich geborene Tochter aus dem Gitterbett und singt das Lied, mit dem seine Mutter sein ganzes Leben lang ihre unablässige Liebe zu ihm zum Ausdruck gebracht hat.

## Hintergrund
Munsch schrieb das Buch, als er und seine Frau das Trauma zweier Totgeburten zu verarbeiten hatten.

## Rezeption
Kaylee Davis schreibt in ihrer Buchrezension: „Es gibt nur zwei Möglichkeiten: Entweder man liebt dieses Buch oder man hasst es! Wenn sich ein Buch allerdings über 20 Millionen Mal verkauft hat, gibt es ziemlich viele Leute, die das Buch mögen. [] Ich lieb dich für immer ist vor allem bei Müttern von Söhnen beliebt und bringt garantiert einige Leser, junge wie alte, zum Weinen. Die Illustrationen sind in Pastelltönen gehalten, was gut zur emotionalen Handlung passt. Das Buch ist jedoch nicht für jeden geeignet, beispielsweise nicht für sehr sensible Vorschulkinder.“ Mary Ariail Broughton schreibt in der Continuum Encyclopedia of Children's Literature: „Obwohl das Buch von den Kritikern wenig gelobt wurde, verkaufte es sich millionenfach und wurde zum meistverkauften Bilderbuch in Kanada und den Vereinigten Staaten.“

## Referenzen
Ich lieb dich für immer ist in dem literarischen Nachschlagewerk 1001 Kinder- und Jugendbücher – Lies uns, bevor Du erwachsen bist! für die Altersstufe 3+ Jahre enthalten.

## Ausgaben
- Love You Forever. Firefly Books, Kanada 1986 (englisch).
- Ich lieb dich für immer. Lappan, 2000. (In späteren deutschen Ausgaben auch unter den Titeln Ich lieb dich für immer … und Ich lieb’ dich für immer)